# Wallburg (Kirchilpe)

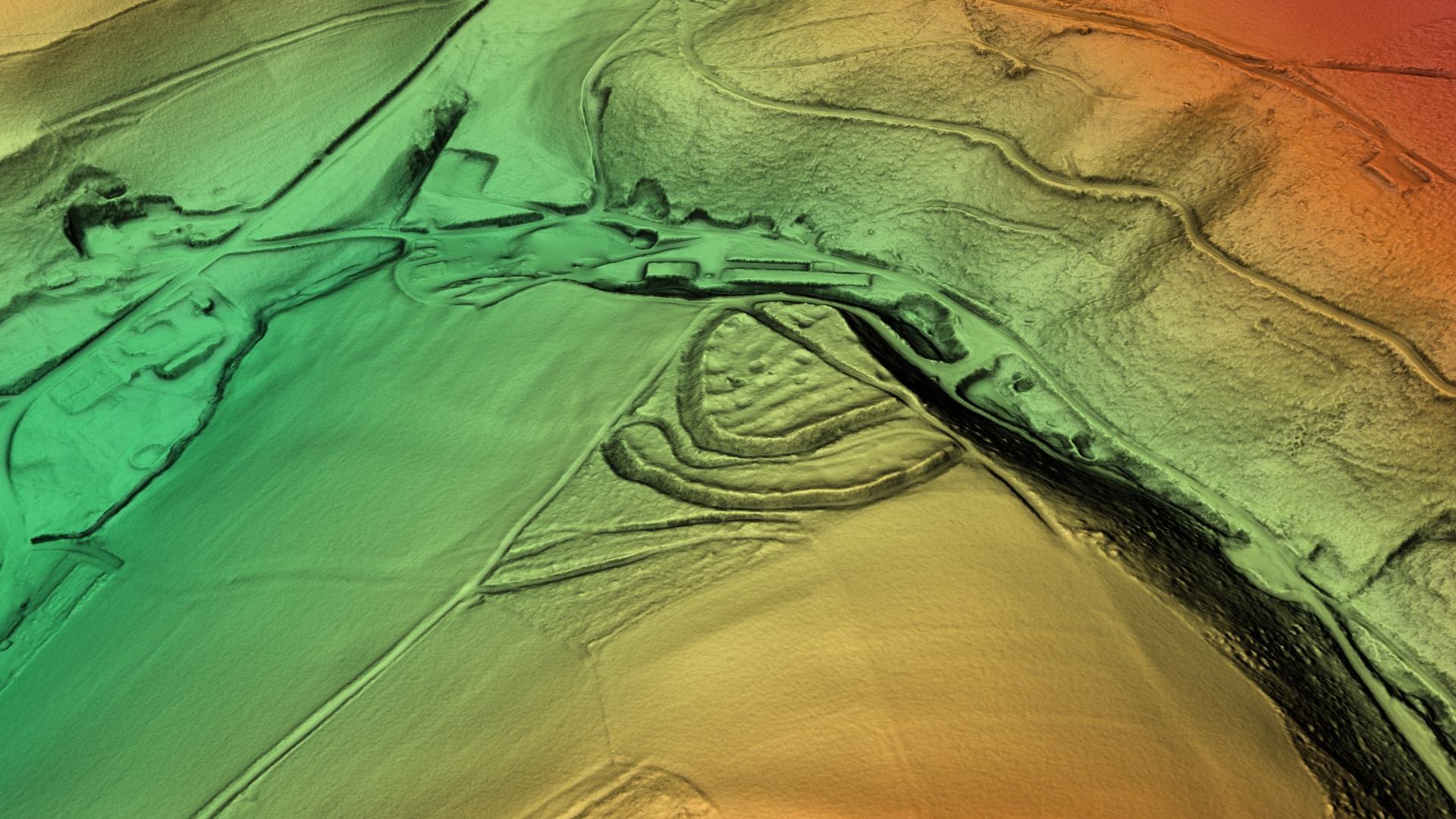
3D-Ansicht des digitalen Geländemodells

Die Wallburg Kirchilpe befindet sich auf einer Anhöhe eines Steilhanges rund 400 m östlich von Kirchilpe. Die rundliche Kernburg mit einem Durchmesser von rund 90 m stammt vermutlich aus karolingischer oder ottonischer Zeit. Die Hauptburg wird halbkreisförmig umgeben von einem Graben und einer Vorburg. Zeitweise war die Burg mit einer kleinen Grundherrschaft im Besitz der Grafen von Arnsberg. Reste der Wallburg wurden im Jahre 2000 bei Ausgrabungen freigelegt.

## Bildergalerie

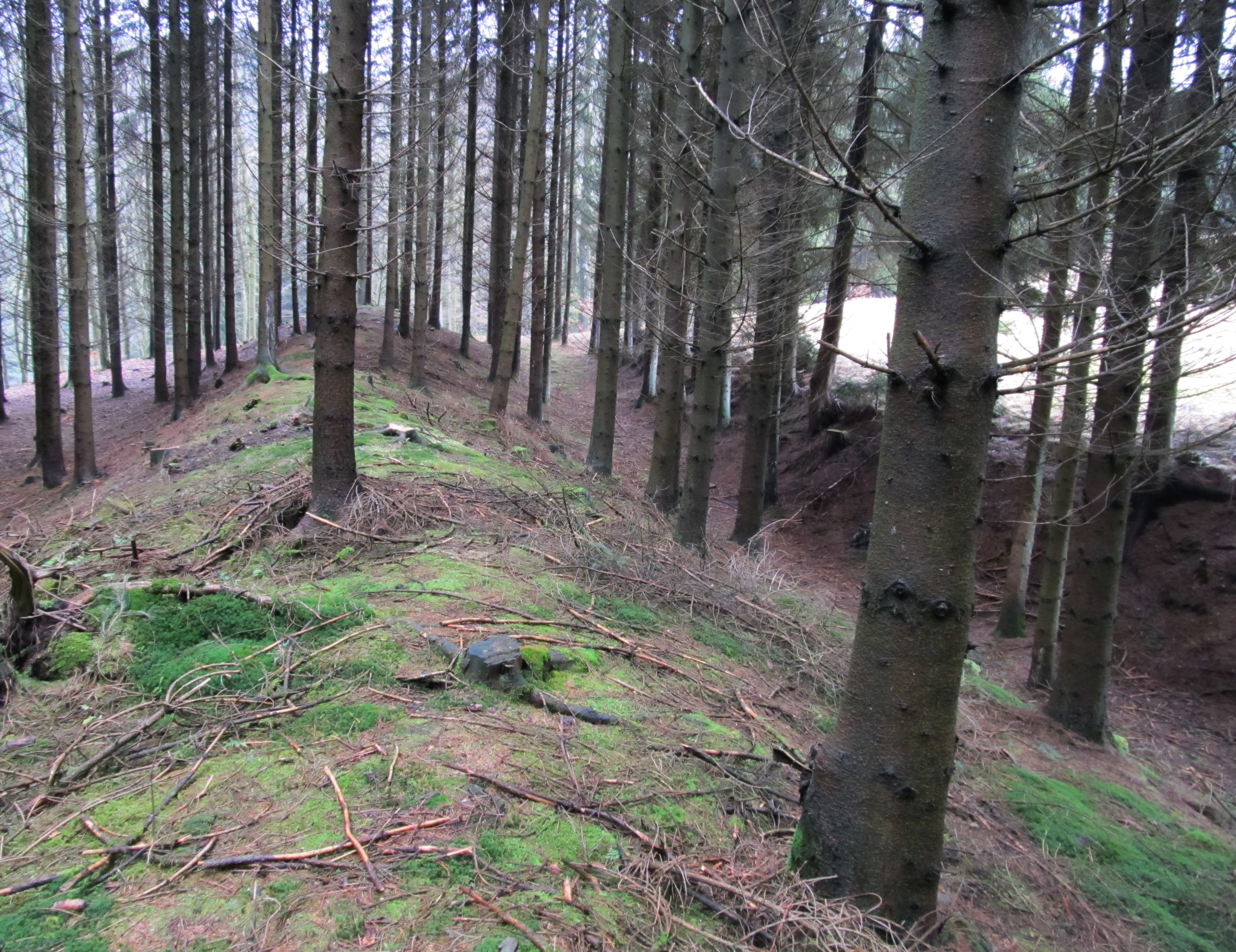
Blickrichtung Ost
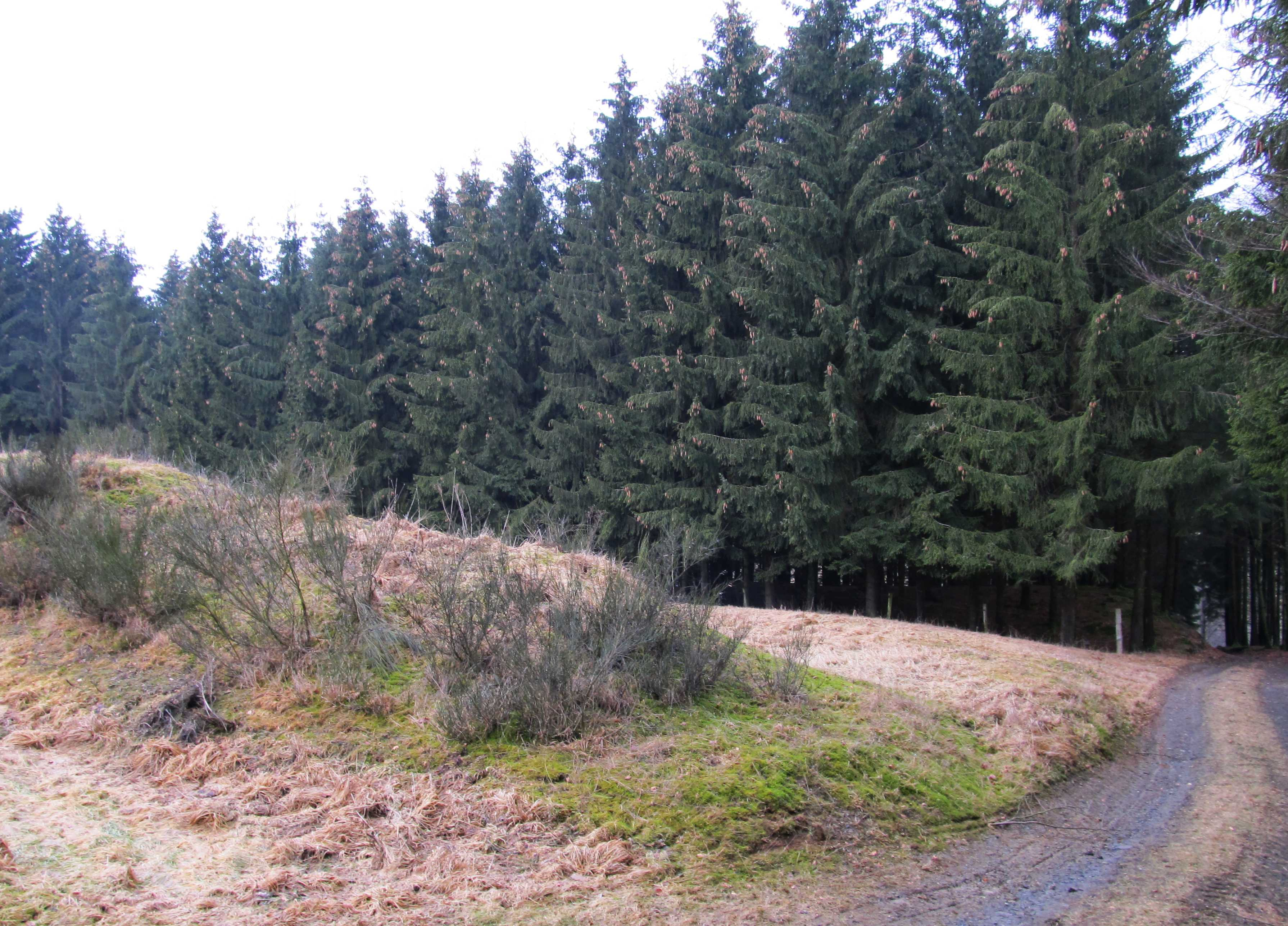
Blickrichtung West – Kirchilpe
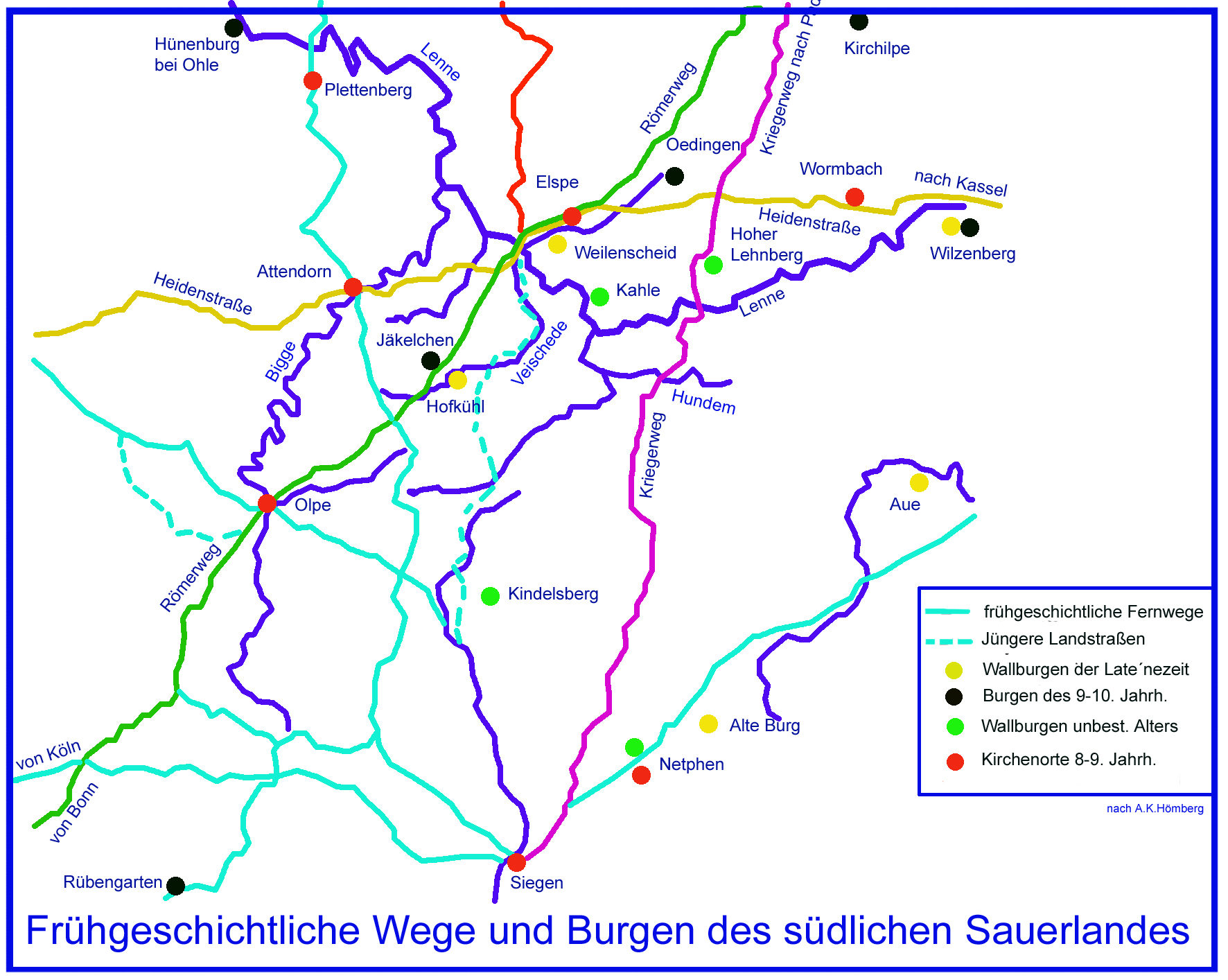
Frühgeschichtliche Burgen des südlichen Sauerlandes